# Doppelpassung

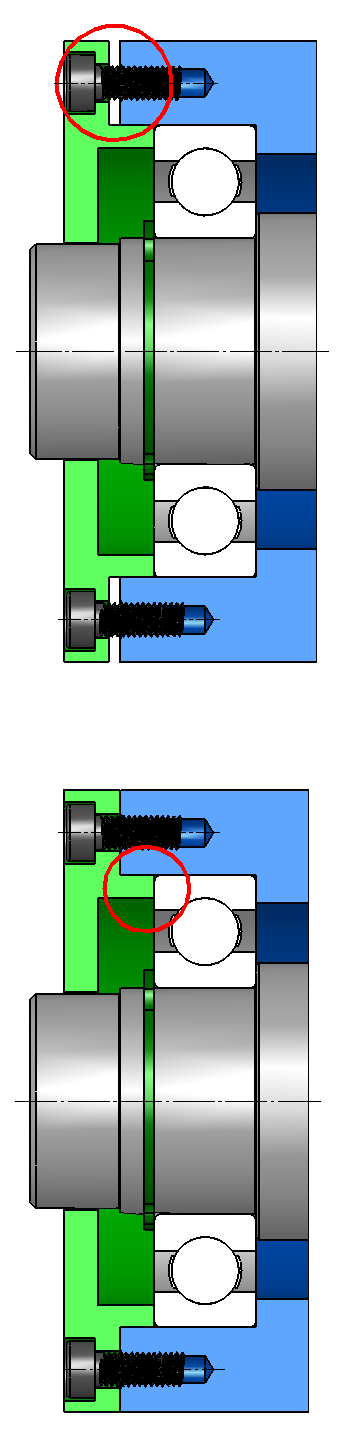
Vergleich der Konstruktionsfehler einer Doppelpassung. Der obere Teil zeigt die korrekte, der untere Teil die fehlerhafte Konstruktion

Doppelpassung ist eine Bezeichnung für einen häufigen Konstruktionsfehler, der dadurch gekennzeichnet ist, dass ein Bauteil in der Konstruktion an zwei Kontaktflächen anliegt, wobei beide Kontaktflächen die Position des Bauteils in der gleichen Richtung bestimmen. Die Fertigungstoleranzen führen dazu, dass die Berührung nur an einer dieser Kontaktstellen stattfindet, wobei es dem Zufall überlassen ist, an welcher der beiden der Kontakt eintritt.
Das Bild zeigt ein Beispiel für diesen Fehler: Der Außenring eines Wälzlagers soll axial zwischen dem Lagergehäuse und dem Deckel geklemmt werden, aber in der Konstruktion liegt der Deckel sowohl auf dem Wälzlager als auch auf dem Gehäuse an. Die Fertigung kann so ausfallen, dass ein Spiel zwischen Deckel und Ring bleibt und keine Klemmung des Lagerrings erreicht wird. In der oberen Konstruktionszeichnung ist ein Spalt zwischen Deckel und Gehäuse vorgesehen, der Lagerring wird zuverlässig festgeklemmt.
Doppelpassungen sind konstruktiv beherrschbar, wenn Toleranzen und Elastizität von Bauteilen entsprechend ausgelegt sind. Das kann durch den Einsatz von hochelastischen Werkstoffen, zum Beispiel Einsatz einer Gummidichtung, oder entsprechend kleiner Toleranzen geschehen, denn grundsätzlich sind alle Werkstoffe elastisch.

## Belege
1. ↑  Gerhard Pahl, Wolfgang Beitz, Jörg Feldhusen, Karl-Heinrich Grote Konstruktionslehre Grundlagen 7. Auflage, Seite 316
2. ↑  https://www.maschinenbau-wissen.de/skript3/werkstofftechnik/metall/37-elastizitaet